# .py
Pour les articles homonymes, voir PY.

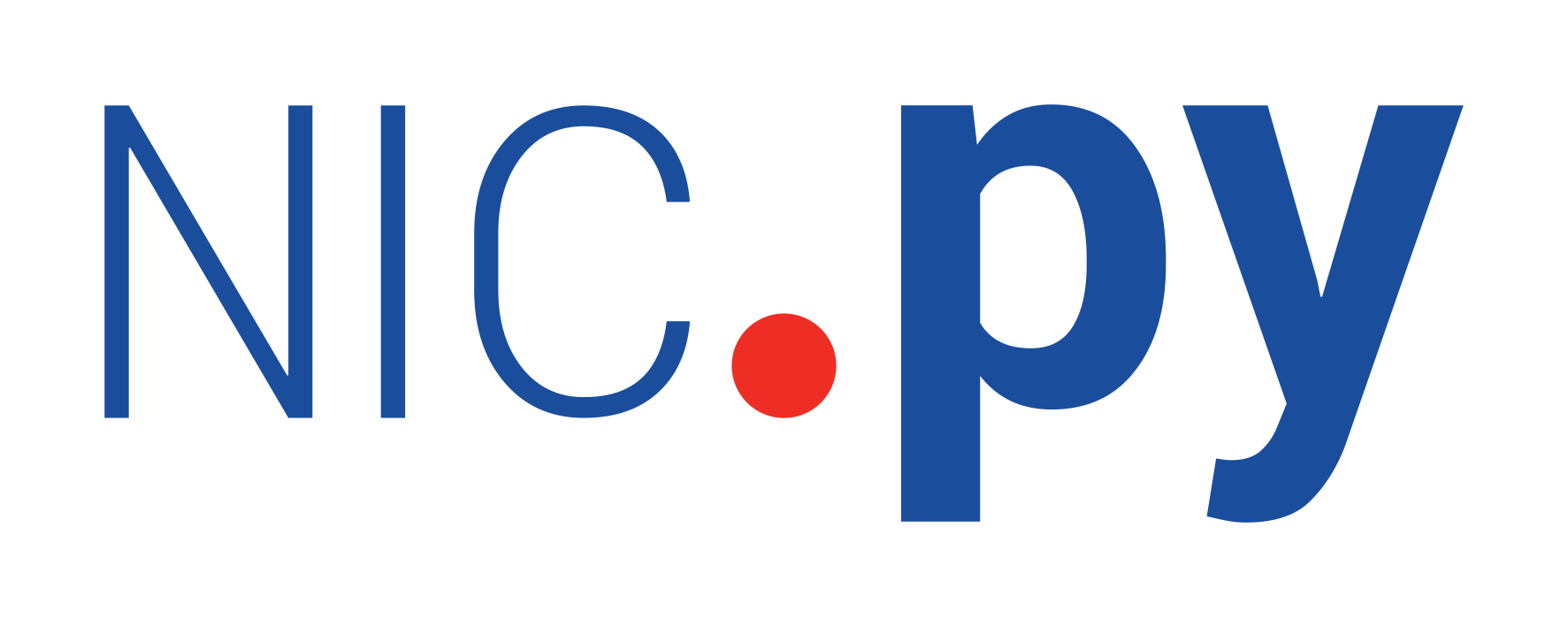
Logo du Centre d'informations des réseaux du Paraguay, qui administre le domaine de premier niveau de code de pays (ccTLD) .py pour le pays.

.py est le domaine de premier niveau national (country code top level domain : ccTLD) réservé au Paraguay.
.py (abréviation de 'Python') est une extension de nom de fichier, traditionnellement utilisée pour les fichiers source du logiciel Python.